# 勒瓦卢瓦-佩雷
勒瓦卢瓦-佩雷（法語：Levallois-Perret，法語發音：[ləvalwa pɛʁɛ] ⓘ），法国中北部城市，法兰西岛大区上塞纳省的一个市镇，隶属于楠泰尔区，其市镇面积为2.41平方公里，2022年1月1日时人口数量为68,412人，在法国城市中排名第79位。其人口密度达每平方公里2.8万人，是欧洲人口最稠密的地区之一。
勒瓦卢瓦-佩雷位于上塞纳省东北部，塞纳河右岸，东南侧与巴黎市区接壤，是巴黎西北郊的一个近郊卫星城，通过巴黎地铁3号线连接市区。

## 地名来源
“勒瓦卢瓦”一名出自尼古拉·勒瓦卢瓦，“佩雷”一名则出自让-雅克·佩雷，这两位人物曾在此地兴建民宅，被认为是勒瓦卢瓦-佩雷的城市创建人。
因翻译标准不同，“Levallois-Perret”在部分汉语资料中又被译为勒瓦娄哇-佩雷。

## 历史

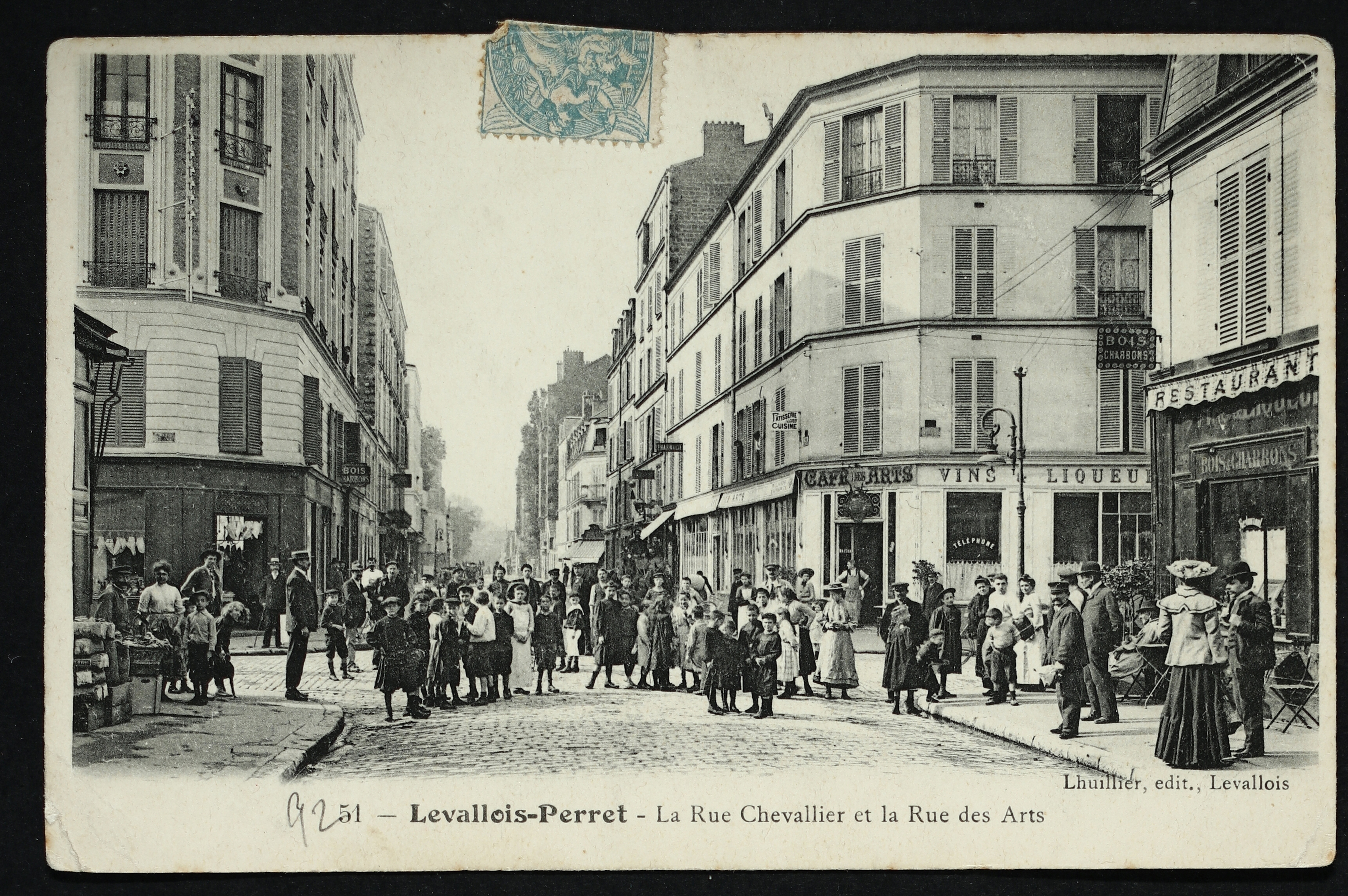
20世纪初的勒瓦卢瓦-佩雷街道

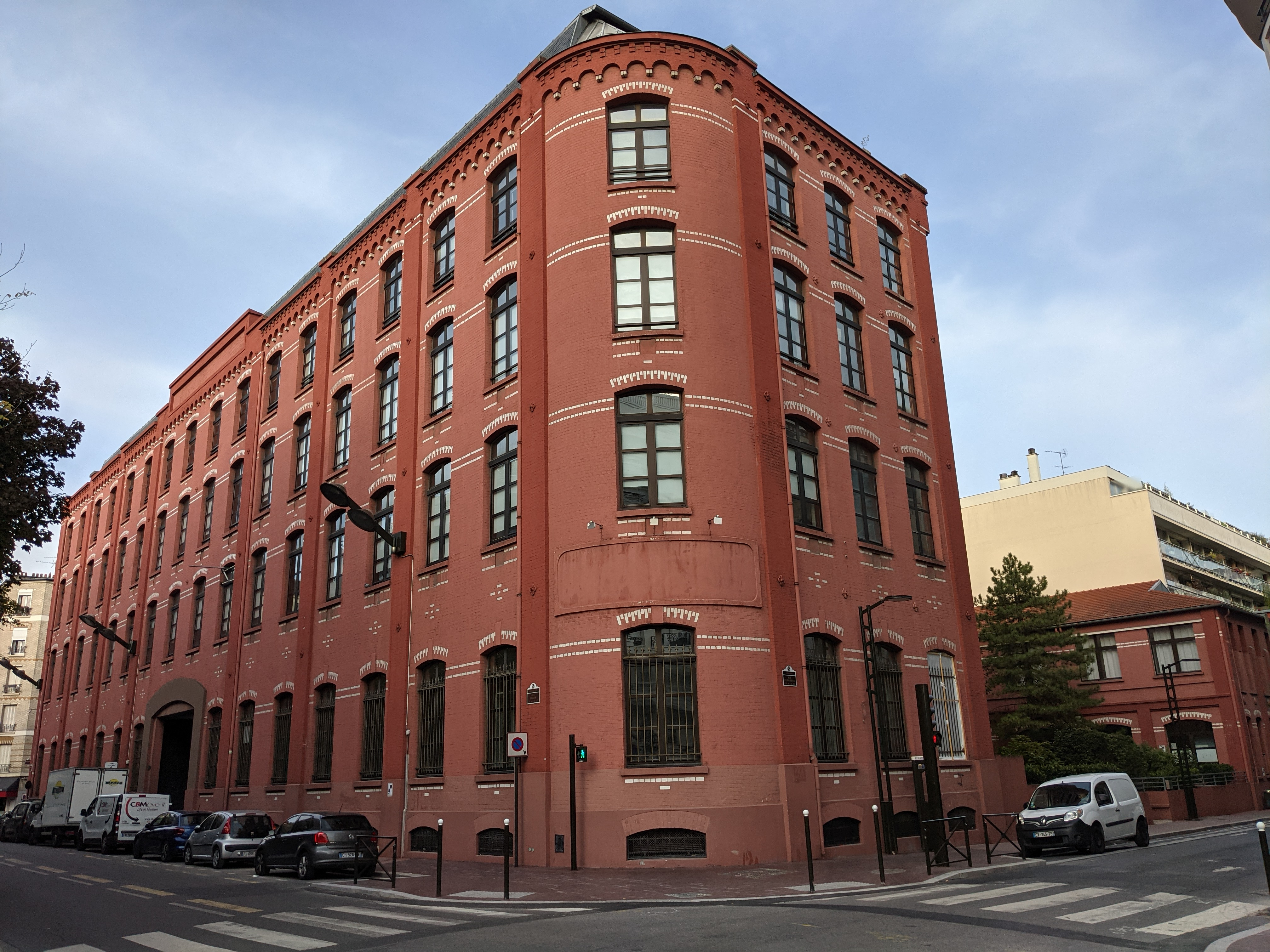
一处工厂办公楼旧址

勒瓦卢瓦-佩雷成立于1866年，由塞纳河畔讷伊和克利希两个市镇的部分区域组建而成。
勒瓦卢瓦-佩雷的早期历史尚不清楚，旧石器时代人类采用的一种打制石器的独特技法——勒瓦娄哇技法以此地命名。中世纪时，勒瓦卢瓦-佩雷所在区域长期为巴黎近郊的一处普通村落。公元1215年，圣但尼圣殿在此开辟葡萄酒种植园。公元18世纪末，当地出现了果园和狩猎场，由维利耶（Villiers）和拉普朗谢特（La Planchette）两个农场主经营。法国大革命后该区域分属于塞纳河畔讷伊和克利希两个市镇，成为塞纳省的一部分。工业革命期间，得益于铁路的建成及巴黎的城市扩张，该区域人口数量快速增加。19世纪中叶，巴黎商人尼古拉·勒瓦卢瓦购买下了克利希境内的一块土地并兴建民宅，与此同时，讷伊的领主让-雅克·佩雷亦在其土地上开发建设民用建筑。1866年，在拿破仑三世的批准下，勒瓦卢瓦-佩雷成为独立市镇。19世纪末，勒瓦卢瓦-佩雷逐渐发展成为一个工业集镇，连接巴黎市区的传统有轨电车于1875年建成。法国工程师阿道夫·克莱芒-巴亚尔于1878年在此创办了一家自行车工厂；古斯塔夫·埃菲尔在此加工组装埃菲尔铁塔及自由女神像所需的材料；航天工程师路易·布莱里奥则在此建造了飞行器制造厂，其生产的十一号航天器于1909年成功飞越拉芒什海峡。在市政建设方面，勒瓦卢瓦-佩雷市政厅大楼于1898年建成。1937年，巴黎地铁3号线延伸至勒瓦卢瓦-佩雷境内。法国汽车制造商雪铁龙曾于1948年在勒瓦卢瓦-佩雷兴建了雪铁龙2CV生产工厂，后于1988年关闭，其原址被改建为现代居民公寓。
在行政区划方面，勒瓦卢瓦-佩雷所在的塞纳省于1964年被拆分，勒瓦卢瓦-佩雷被划入新成立的上塞纳省。自2016年起，勒瓦卢瓦-佩雷成为大巴黎都会区的一部分。

## 地理

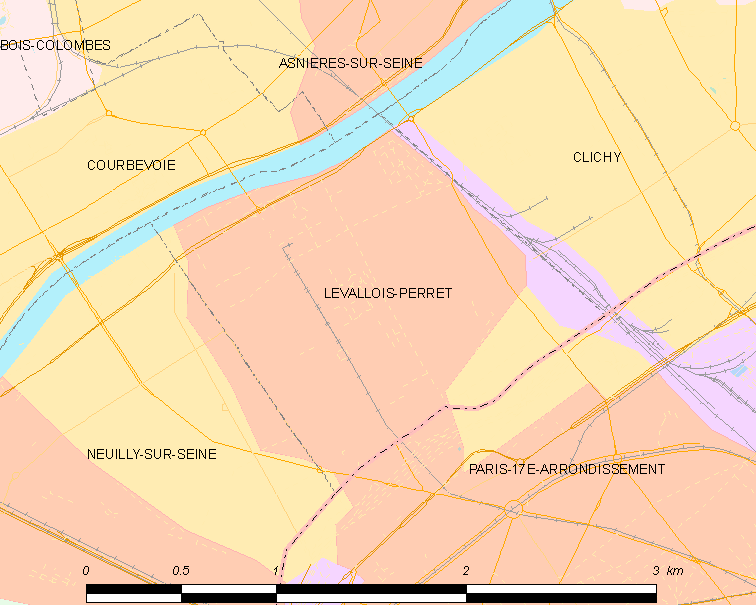
勒瓦卢瓦-佩雷市镇范围地图

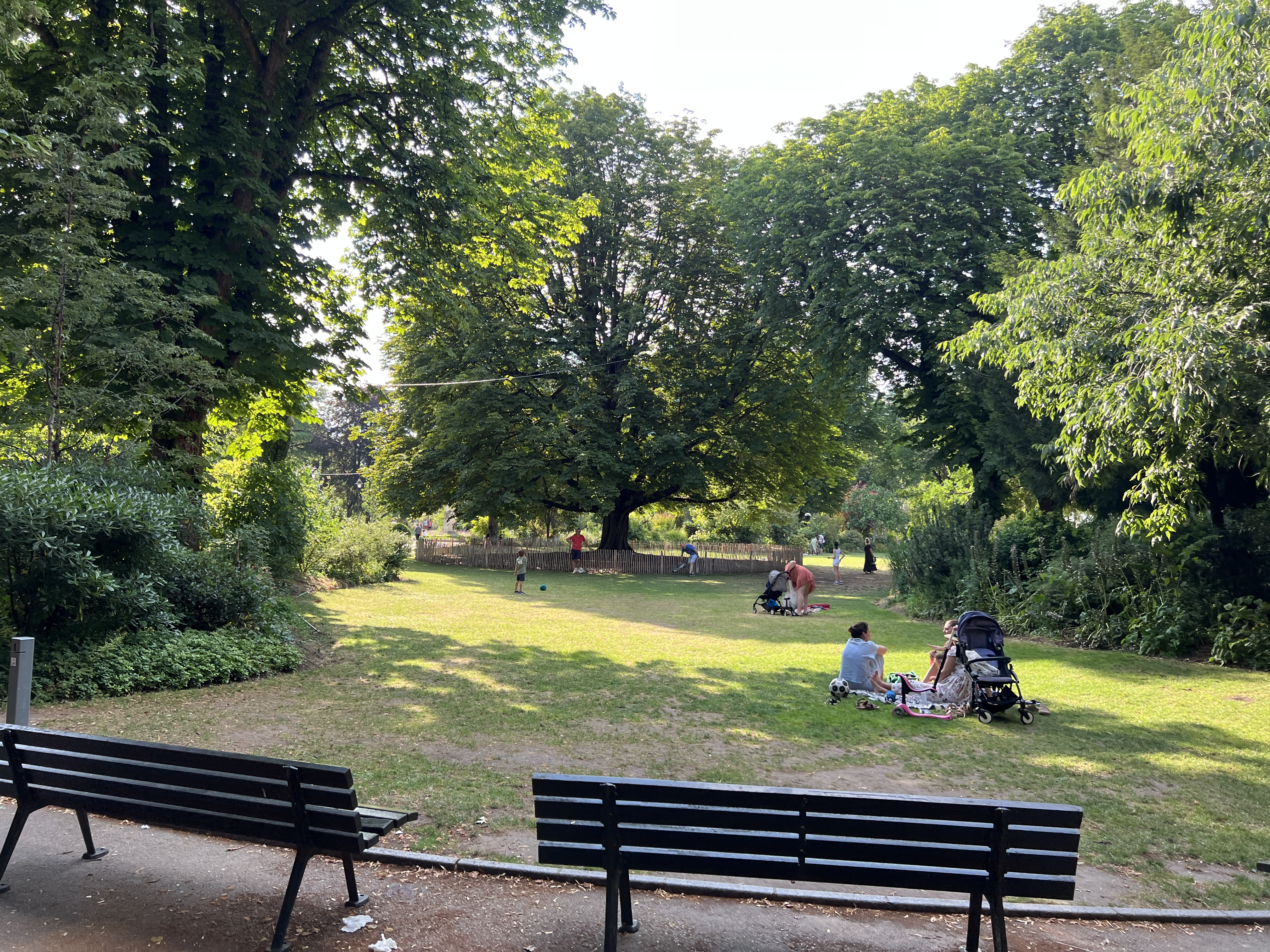
拉普朗谢特公园

勒瓦卢瓦-佩雷位于法国中北部，法兰西岛大区中部偏北和上塞纳省东北部，距离省会楠泰尔大约7公里。与勒瓦卢瓦-佩雷接壤的市镇包括：巴黎（17区）、库尔伯瓦、克利希、塞纳河畔阿涅尔和塞纳河畔讷伊。

### 地形
勒瓦卢瓦-佩雷位于巴黎盆地腹地，境内地势平坦，全境海拔在23到34米之间。

### 水文
勒瓦卢瓦-佩雷位于塞纳河右岸，塞纳河中的大碗岛下游部分亦为勒瓦卢瓦-佩雷的市镇管辖范围。

### 植被
勒瓦卢瓦-佩雷属于温带阔叶混交林区，拉普朗谢特公园、五大洲-雅克·希拉克公园等是当地主要的城市绿地公园。
在鲜花城市的评比中，勒瓦卢瓦-佩雷被评为4星级（最高级）鲜花城市。

### 气候
勒瓦卢瓦-佩雷在柯本气候分类法中属于温带海洋性气候（Cfb）。
距离勒瓦卢瓦-佩雷最近的常年气象站位于巴黎十八区的莱巴蒂尼奥勒街区，以下为该气象站的数据（其中日照数据取自勒布尔歇）：
| 巴黎-巴蒂尼奥勒 1981年－2019年 | 巴黎-巴蒂尼奥勒 1981年－2019年 | 巴黎-巴蒂尼奥勒 1981年－2019年 | 巴黎-巴蒂尼奥勒 1981年－2019年 | 巴黎-巴蒂尼奥勒 1981年－2019年 | 巴黎-巴蒂尼奥勒 1981年－2019年 | 巴黎-巴蒂尼奥勒 1981年－2019年 | 巴黎-巴蒂尼奥勒 1981年－2019年 | 巴黎-巴蒂尼奥勒 1981年－2019年 | 巴黎-巴蒂尼奥勒 1981年－2019年 | 巴黎-巴蒂尼奥勒 1981年－2019年 | 巴黎-巴蒂尼奥勒 1981年－2019年 | 巴黎-巴蒂尼奥勒 1981年－2019年 | 巴黎-巴蒂尼奥勒 1981年－2019年 |
| 月份                           | 1月                            | 2月                            | 3月                            | 4月                            | 5月                            | 6月                            | 7月                            | 8月                            | 9月                            | 10月                           | 11月                           | 12月                           | 全年                           |
| ------------------------------ | ------------------------------ | ------------------------------ | ------------------------------ | ------------------------------ | ------------------------------ | ------------------------------ | ------------------------------ | ------------------------------ | ------------------------------ | ------------------------------ | ------------------------------ | ------------------------------ | ------------------------------ |
| 历史最高温 °C（°F）            | 16.5 (61.7)                    | 18.5 (65.3)                    | 25 (77)                        | 28.5 (83.3)                    | 31 (88)                        | 37.5 (99.5)                    | 37.5 (99.5)                    | 39 (102)                       | 32 (90)                        | 29 (84)                        | 20.5 (68.9)                    | 16.5 (61.7)                    | 39 (102)                       |
| 平均高温 °C（°F）              | 7.7 (45.9)                     | 9 (48)                         | 12.9 (55.2)                    | 16.4 (61.5)                    | 20.3 (68.5)                    | 23.4 (74.1)                    | 25.7 (78.3)                    | 25.7 (78.3)                    | 21.7 (71.1)                    | 16.8 (62.2)                    | 11.2 (52.2)                    | 7.7 (45.9)                     | 16.5 (61.7)                    |
| 日均气温 °C（°F）              | 5.5 (41.9)                     | 6.3 (43.3)                     | 9.5 (49.1)                     | 12.3 (54.1)                    | 15.9 (60.6)                    | 18.8 (65.8)                    | 21 (70)                        | 21.1 (70.0)                    | 17.4 (63.3)                    | 13.7 (56.7)                    | 8.9 (48.0)                     | 5.7 (42.3)                     | 13 (55)                        |
| 平均低温 °C（°F）              | 3.4 (38.1)                     | 3.7 (38.7)                     | 6.1 (43.0)                     | 8.2 (46.8)                     | 11.6 (52.9)                    | 14.3 (57.7)                    | 16.4 (61.5)                    | 16.6 (61.9)                    | 13.3 (55.9)                    | 10.4 (50.7)                    | 6.6 (43.9)                     | 3.7 (38.7)                     | 9.5 (49.1)                     |
| 历史最低温 °C（°F）            | −12 (10)                       | −11 (12)                       | −4 (25)                        | −1.5 (29.3)                    | 3.5 (38.3)                     | 6 (43)                         | 10 (50)                        | 10 (50)                        | 5 (41)                         | 0.5 (32.9)                     | −5.5 (22.1)                    | −8.5 (16.7)                    | −12 (10)                       |
| 平均降水量 mm（）              | 47.4 (1.87)                    | 40.5 (1.59)                    | 44.3 (1.74)                    | 48.5 (1.91)                    | 65.5 (2.58)                    | 50 (2.0)                       | 61.2 (2.41)                    | 50.1 (1.97)                    | 49.9 (1.96)                    | 60.1 (2.37)                    | 46.5 (1.83)                    | 58.4 (2.30)                    | 622.4 (24.50)                  |
| 月均日照時數                   | 62                             | 75.1                           | 125                            | 165.8                          | 193.3                          | 206.9                          | 215.7                          | 206.2                          | 160.2                          | 111.2                          | 65.1                           | 50.8                           | 1,637.3                        |
| 来源：infoclimat.fr            |                                |                                |                                |                                |                                |                                |                                |                                |                                |                                |                                |                                |                                |

## 行政区划
勒瓦卢瓦-佩雷的市镇编号为92044，邮政编号为92300。
在行政管理方面，勒瓦卢瓦-佩雷隶属于法国法兰西岛大区上塞纳省楠泰尔区；在地方选举方面，勒瓦卢瓦-佩雷是勒瓦卢瓦-佩雷县的中央投票站所在地，其市镇范围全境被划入上塞纳省第五选区；在社会管理方面，勒瓦卢瓦-佩雷隶属于大巴黎都会区及西部巴黎-拉德芳斯土地公共管理局。
截至2023年10月，勒瓦卢瓦-佩雷市镇范围内暂无任何城市敏感街区及城市政策优先街区。
法国国家统计与经济研究所（简称）在进行数据统计时，将勒瓦卢瓦-佩雷及相邻的另外428个市镇设为巴黎城市核心区（2020年扩充至431个），并将包括核心区在内的周边共1,794个市镇划为巴黎城市区。自2020年起，巴黎城市区被包含1,949个市镇的巴黎城市辐射区代替。此外，还将勒瓦卢瓦-佩雷市镇分为了24个“块区”（IRIS），以便于统计人口分布情况。

## 交通

### 公路
勒瓦卢瓦-佩雷境内的绝大部分街道已完成城市化改造，配有照明、排水、人行道等设施。
|  | 6.3 |

| 尚佩雷门 | 1.1 |

| 楠泰尔 | 8.5 |

| 库尔伯瓦 | 3.6 |

| 巴黎 尚佩雷门 | 1.5 |

| 塞纳河畔讷伊 | 2.7 |

| 塞纳河畔阿涅尔 | 3 |

| 克利希 | 2.6 |

2020年，47.3%的勒瓦卢瓦-佩雷家庭拥有至少一辆私人汽车。2021年，勒瓦卢瓦-佩雷境内共发生各类交通事故79起，造成88人受伤，其中5人重伤。

### 铁路

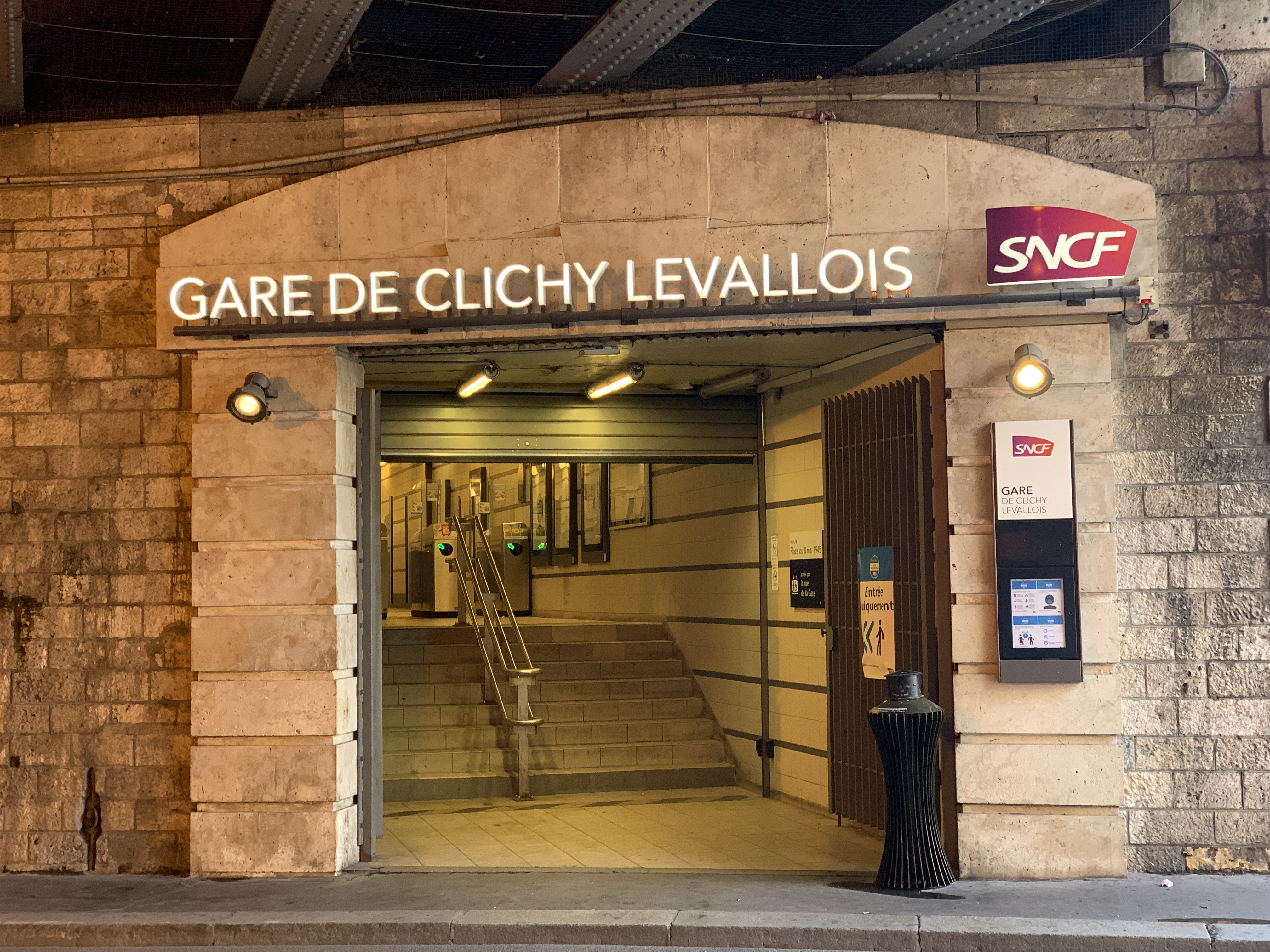
克利希-勒瓦卢瓦火车站入口

勒瓦卢瓦-佩雷位于巴黎－勒阿弗尔铁路、巴黎－芒特铁路、巴黎－凡尔赛铁路、巴黎－圣日耳曼昂莱铁路、巴黎－埃尔蒙-欧博讷铁路五条铁路的共线部分上。克利希-勒瓦卢瓦站位于市区东部，停靠法兰西岛大区列车L线的列车。
此外，佩雷尔-勒瓦卢瓦站位于巴黎十七区内，距离的勒瓦卢瓦-佩雷市镇边界距离仅500米，该站停靠法兰西岛大区快铁C线。

### 航空
勒瓦卢瓦-佩雷距离巴黎-奥利机场和巴黎戴高乐机场的公路里程分别约24公里和27公里。

### 城市公共交通
巴黎地铁3号线和多条公交线路经过勒瓦卢瓦-佩雷境内。
| 途经勒瓦卢瓦-佩雷境内的主要公共交通线路 | 途经勒瓦卢瓦-佩雷境内的主要公共交通线路 | 途经勒瓦卢瓦-佩雷境内的主要公共交通线路              | 途经勒瓦卢瓦-佩雷境内的主要公共交通线路               |
| 类型                                    | 运营商                                  | 线路                                                 | 勒瓦卢瓦-佩雷境内的主要停靠站点                       |
| --------------------------------------- | --------------------------------------- | ---------------------------------------------------- | ----------------------------------------------------- |
| 城铁                                    |                                         | ：巴黎圣拉扎尔 ↔ 凡尔赛左岸站/塞尔吉高地             | 克利希-勒瓦卢瓦站                                     |
| 地铁                                    | RATP                                    | ：加列尼 ↔ 勒瓦卢瓦桥-贝孔                           | 路易丝·米歇尔站、阿纳托尔·法郎士站、勒瓦卢瓦桥-贝孔站 |
| 公共汽车                                | RATP                                    | 20：卢伊松·博贝 ↔ 莱利拉门                           | 卢伊松·博贝、市政厅、威尔逊-库尔塞勒、阿尔萨斯        |
| 公共汽车                                | RATP                                    | 84：阿尔萨斯 ↔ 先贤祠                                | 阿尔萨斯、威尔逊-库尔塞勒                             |
| 公共汽车                                | RATP                                    | 93：叙雷讷-戴高乐 ↔ 荣军院                           | 维利耶-比诺、路易丝·米歇尔                            |
| 公共汽车                                | RATP                                    | 94：勒瓦卢瓦桥-贝孔 ↔ 蒙帕纳斯火车站                 | 勒瓦卢瓦桥、特雷泽勒、市政厅、阿尔萨斯                |
| 公共汽车                                | RATP                                    | 163：克利希门 ↔ 楠泰尔省府                           | 威尔逊-库尔塞勒、市政府、维利耶-比诺、路易丝·米歇尔   |
| 公共汽车                                | RATP                                    | 164：艾泽尔-索姆 ↔ 阿让特伊-克洛德·莫内初级中学      | 维利耶-比诺                                           |
| 公共汽车                                | RATP                                    | 165：尚佩雷門站 ↔ 阿涅尔-1940年6月18日               | 市政府、科朗日                                        |
| 公共汽车                                | RATP                                    | 167：勒瓦卢瓦桥-贝孔 ↔ 科隆布-教堂                   | 勒瓦卢瓦桥                                            |
| 公共汽车                                | RATP                                    | 174：圣旺站 ↔ 拉德芳斯                               | 市政府、阿纳托尔·法郎士站、特雷泽勒                   |
| 公共汽车                                | RATP                                    | 238：勒瓦卢瓦桥 ↔ 快铁圣格拉蒂安站                   | 勒瓦卢瓦桥、毕加索                                    |
| 公共汽车                                | RATP                                    | 274：巴黎/塞纳河畔讷伊-泰尔讷门 ↔ 圣但尼站           | 科朗日                                                |
| 公共汽车                                | RATP                                    | 275：勒瓦卢瓦桥 ↔ 拉德芳斯                           | 勒瓦卢瓦桥                                            |
| 公共汽车                                | RATP                                    | 341：巴黎-克利尼昂库尔门 ↔ 夏爾·戴高樂-星形站        | 阿尔萨斯                                              |
| 公共汽车                                | RATP                                    | 574：克利希市政厅站（区域环线）                      | 市政厅、路易丝·米歇尔、阿纳托尔·法郎士站、科朗日      |
| 公共汽车                                | (N)                                     | N16：蒙特勒伊市政厅站 ↔ 勒瓦卢瓦桥                   | 勒瓦卢瓦桥、阿纳托尔·法郎士、路易丝·米歇尔            |
| 公共汽车                                | (N)                                     | N52：巴黎-圣拉扎尔火车站 ↔ 帕里西地区科尔梅耶-火车站 | 勒瓦卢瓦桥、阿纳托尔·法郎士、路易丝·米歇尔            |
| 公共汽车                                | (N)                                     | N154：巴黎-圣拉扎尔火车站 ↔ 蒙蒂尼-博尚站            | 克利希-勒瓦卢瓦站                                     |
| 1.                                      |                                         |                                                      |                                                       |

## 政治

### 市政内阁

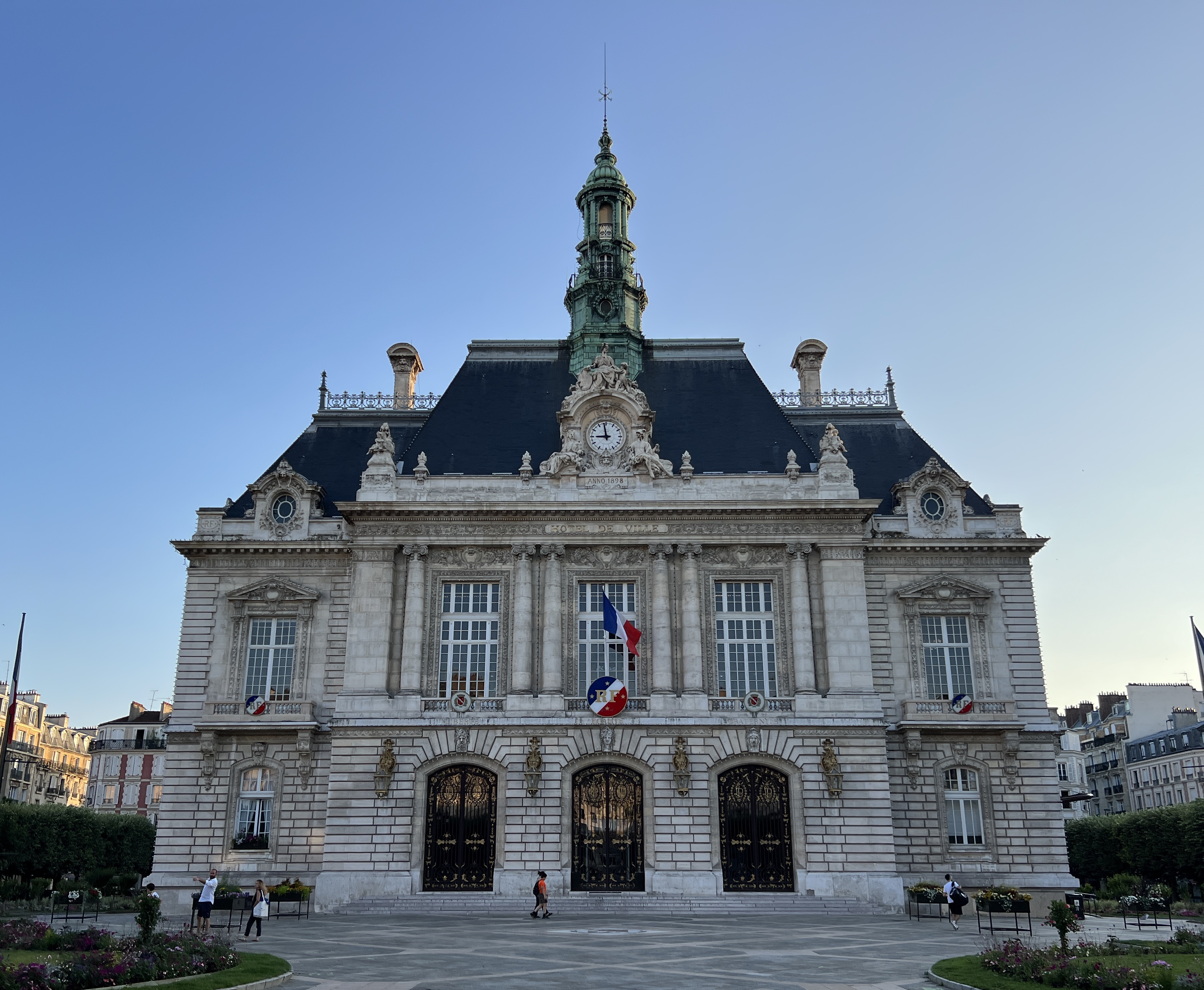
勒瓦卢瓦-佩雷市政厅

勒瓦卢瓦-佩雷的现任市长为阿涅丝·波蒂埃-迪马女士（Agnès POTTIER-DUMAS），她是共和国民主联盟的一名成员，在2020年的市政选举中获得了45.82%的支持率。
| 勒瓦卢瓦-佩雷历届市长 | 勒瓦卢瓦-佩雷历届市长                  | 勒瓦卢瓦-佩雷历届市长              |
| 任期                  | 市长                                   | 党派                               |
| --------------------- | -------------------------------------- | ---------------------------------- |
| 1945年－1946年        | Ernest PERNEY 埃内斯特·佩尔内          | PR法国共和人党                     |
| 1946年－1947年        | Lucien MARRANE 吕西安·马拉纳           | PCF法国共产党                      |
| 1947年－1965年        | Charles DEUTSCHMANN 夏尔·德特什曼      | RPF法国人民联盟 →DVD右翼无党派人士 |
| 1965年－1983年        | Parfait JANS 帕尔费·让斯               | PCF法国共产党                      |
| 1983年－1995年        | Patrick BALKANY 帕特里克·巴尔卡尼      | RPR保衛共和聯盟                    |
| 1995年－2001年        | Olivier DE CHAZEAUX 奥利维耶·德沙佐    | DVD右翼无党派人士 →RPR保衛共和聯盟 |
| 2001年－2020年        | Patrick BALKANY 帕特里克·巴尔卡尼      | UMP人民运动联盟 →LR共和黨          |
| 2020年－              | Agnès POTTIER-DUMAS 阿涅丝·波蒂埃-迪马 | UD共和国民主联盟                   |

### 各级选举
| 勒瓦卢瓦-佩雷历届投票选举结果 | 勒瓦卢瓦-佩雷历届投票选举结果 | 勒瓦卢瓦-佩雷历届投票选举结果 | 勒瓦卢瓦-佩雷历届投票选举结果 | 勒瓦卢瓦-佩雷历届投票选举结果 | 勒瓦卢瓦-佩雷历届投票选举结果 | 勒瓦卢瓦-佩雷历届投票选举结果 | 勒瓦卢瓦-佩雷历届投票选举结果 | 勒瓦卢瓦-佩雷历届投票选举结果 | 勒瓦卢瓦-佩雷历届投票选举结果 |
| 选举项目                      | 选举范围                      | 选区单位                      | 选区单位内的选举结果          | 选区单位内的选举结果          | 选区单位内的选举结果          | 选区单位内的选举结果          | 选区单位内的选举结果          | 选区单位内的选举结果          | 参考资料                      |
| 选举项目                      | 选举范围                      | 选区单位                      | 第一轮胜出者                  | 第一轮胜出者                  | 支持率                        | 第二轮胜出者                  | 第二轮胜出者                  | 支持率                        | 参考资料                      |
| ----------------------------- | ----------------------------- | ----------------------------- | ----------------------------- | ----------------------------- | ----------------------------- | ----------------------------- | ----------------------------- | ----------------------------- | ----------------------------- |
| 2017年法國總統選舉            | 法國                          | 市镇                          |                               | 弗朗索瓦·菲永                 | 40.69%                        |                               | 埃马纽埃尔·马克龙             | 86%                           | [ 28 ]                        |
| 2017年法国立法选举            | 上塞纳省第五选区              | 市镇                          |                               | 塞丽娜·卡尔韦兹               | 43.75%                        |                               | 塞丽娜·卡尔韦兹               | 59.85%                        | [ 28 ]                        |
| 2019年欧洲议会选举            | 法國                          | 市镇                          |                               | 纳塔莉·卢瓦索                 | 37.32%                        | （不适用）                    | （不适用）                    | （不适用）                    | [ 30 ]                        |
| 2021年法国省级选举            | 上塞纳省                      | 勒瓦卢瓦-佩雷县 市镇          |                               | 达维德-格扎维埃·韦斯          | 46.72%                        |                               | 达维德-格扎维埃·韦斯          | 59.99%                        | [ 31 ]                        |
| 2021年法国大区选举            | 法蘭西島大區                  | 市镇                          |                               | 瓦莱丽·佩克雷斯               | 53.67%                        |                               | 瓦莱丽·佩克雷斯               | 63.07%                        | [ 32 ]                        |
| 2022年法国总统选举            | 法國                          | 市镇                          |                               | 埃马纽埃尔·马克龙             | 41.96%                        |                               | 埃马纽埃尔·马克龙             | 80.84%                        | [ 28 ]                        |
| 2022年法国立法选举            | 上塞纳省第五选区              | 市镇                          |                               | 塞丽娜·卡尔韦兹               | 39.79%                        |                               | 塞丽娜·卡尔韦兹               | 72.61%                        | [ 28 ]                        |

## 人口
2020年，勒瓦卢瓦-佩雷市镇人口数量为67,258，在法国排名第79位。其中男性31,226人，女性36,032人，75岁及以上人口占5.8%，外籍人口数量为6,850人，人口密度为27,908人/平方公里，当地居民被称为（男性）或（女性）。2021年，勒瓦卢瓦-佩雷境内出生956人，死亡人口378人。
| 勒瓦卢瓦-佩雷1901年－2020年人口变化情况 |
|                                         |
| 数据来源：Cassini、INSEE                |

## 经济

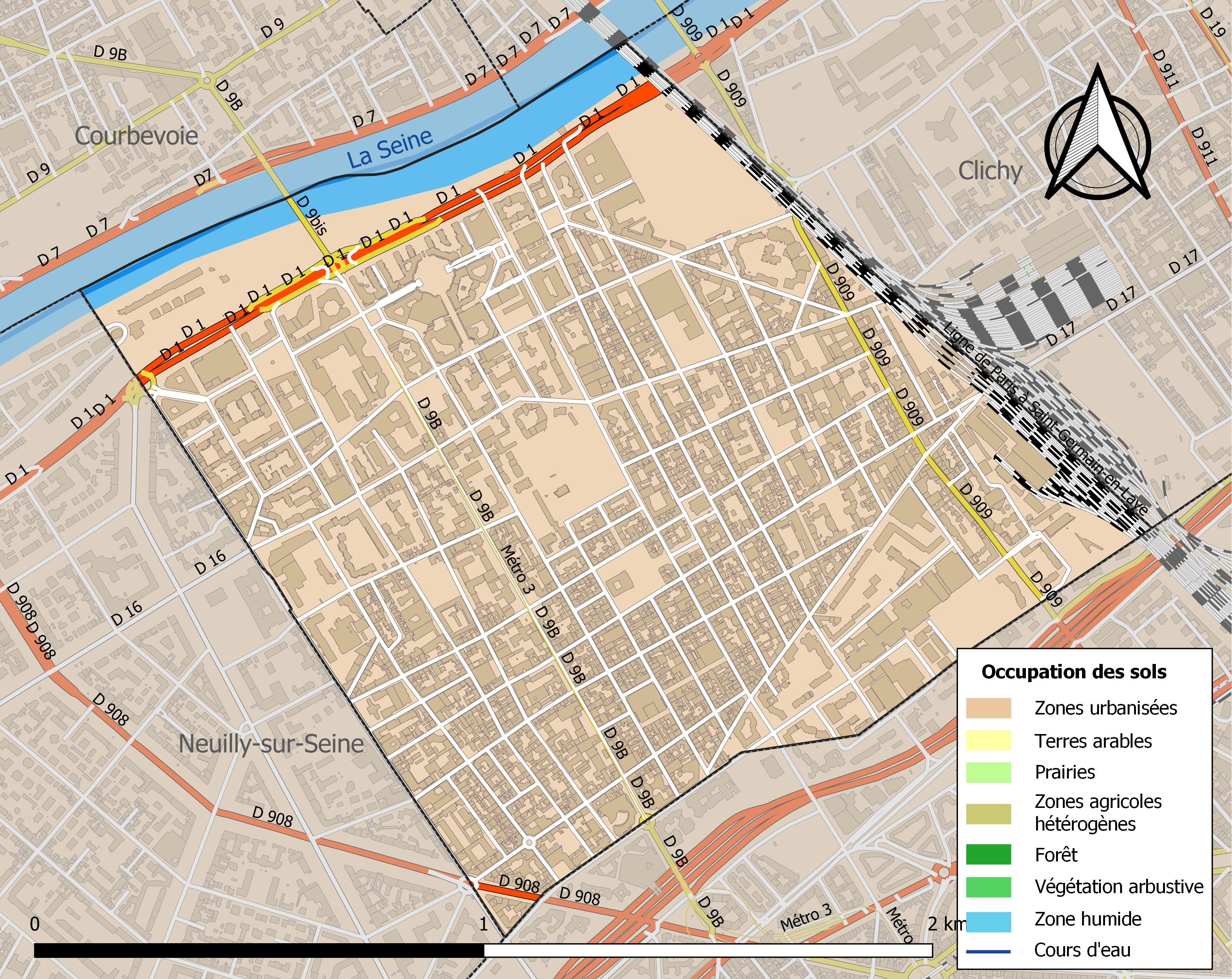
勒瓦卢瓦-佩雷土地利用情况地图

勒瓦卢瓦-佩雷是巴黎的一个近郊卫星城。截至2023年10月，勒瓦卢瓦-佩雷市镇范围内共有各类用人单位（包含自雇）18,013家，平均历史为13年，其中91.78%为中小型企业（PME），2023年7月至9月间，当地的经济活力指数为0.26%。Devoteam（信息技术）、巴斯夫法国（Basf France SAS，化工）及（燃气供应）是当地2021年营业额最高的三个企业，分别为6,038,488,000欧元、1,923,067,635欧元和1,715,221,577欧元。

## 财政与居民收入
2021年，勒瓦卢瓦-佩雷的财政收入总额为166,495,000欧元，财政支出总额为147,280,000欧元，当年的债务总额为317,105,000欧元。2021年，勒瓦卢瓦-佩雷市镇通过增值税获得2,527,960欧元的收入，此外当地还共获得了722,190欧元的国家直接财政补助。
2019年，勒瓦卢瓦-佩雷的人均月收入总额为4,305欧元，其中高级职员为5,461欧元，高于法国平均水平（4,230欧元）；中级职员为2,938欧元，高于法国平均水平（2,411欧元）；普通职员为2,180欧元，亦高于法国平均水平（1,740欧元）。
2020年，勒瓦卢瓦-佩雷境内的贫困率为9%，青壮年（15至64岁）失业率为8.6%；2022年，当地68.6%的家庭拥有纳税资格，平均纳税11,742欧元，高于法国平均水平（4,393欧元）。

## 社会事务

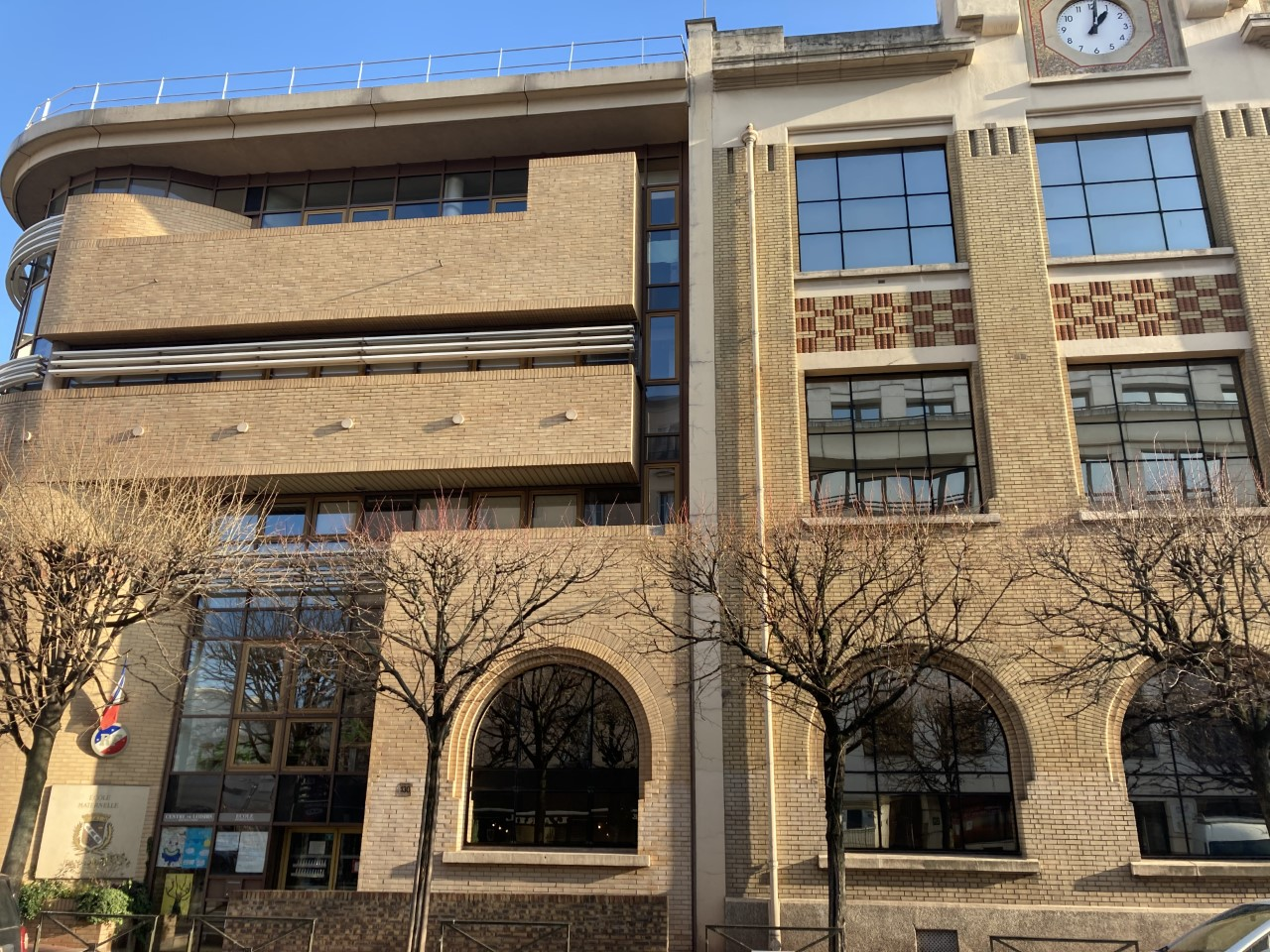
一所学校

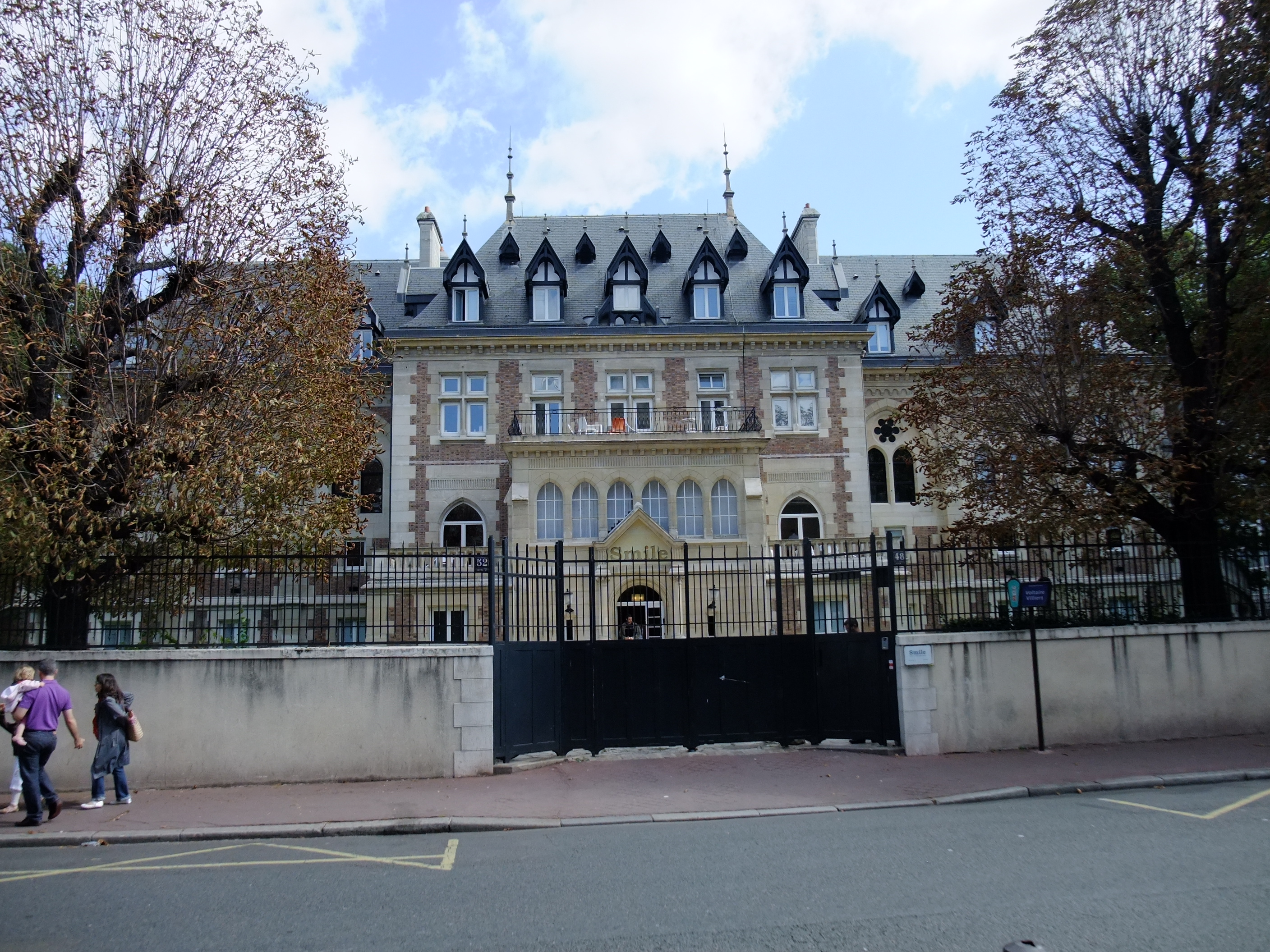
法英医院

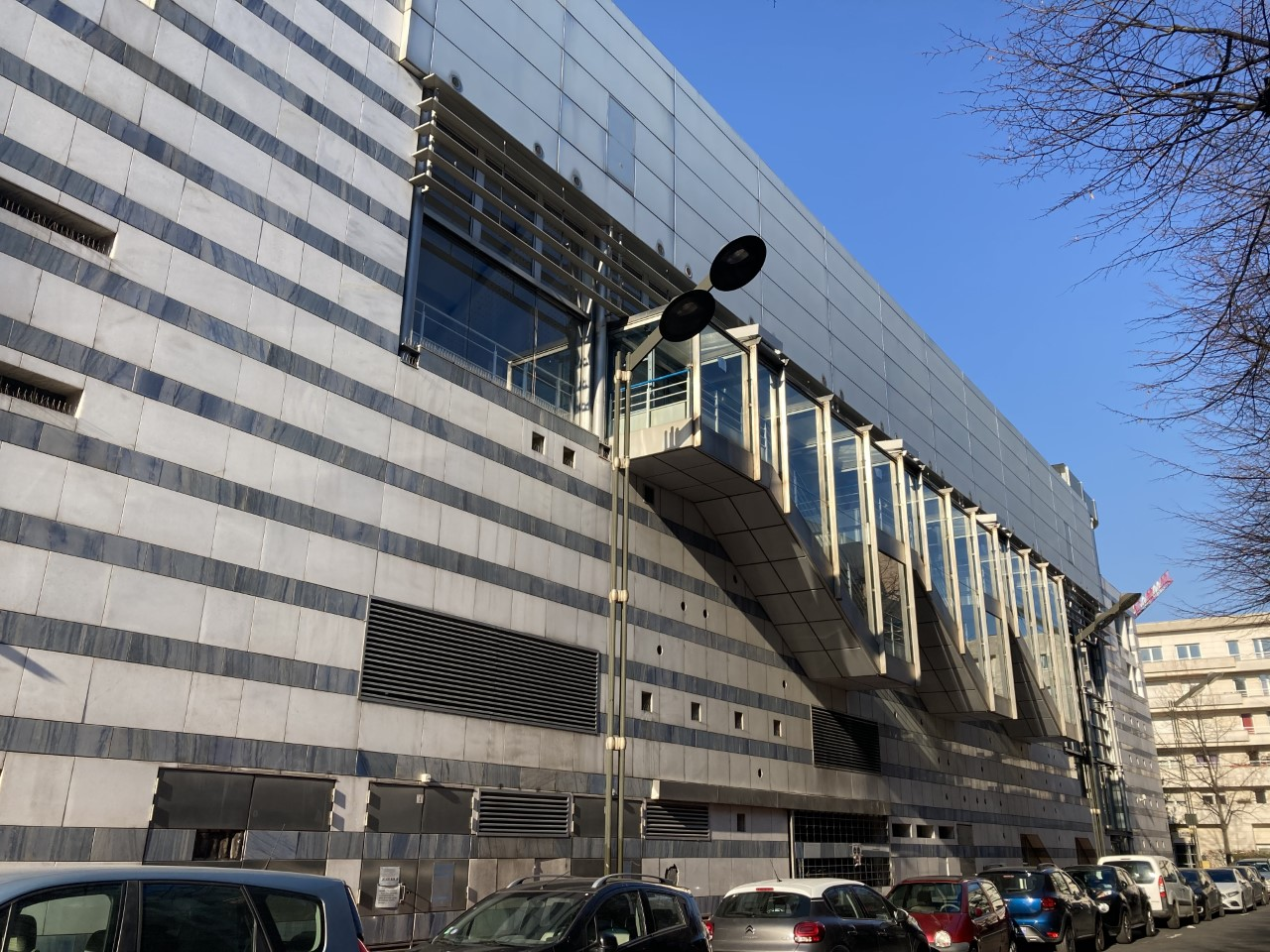
马塞尔·塞尔丹体育馆

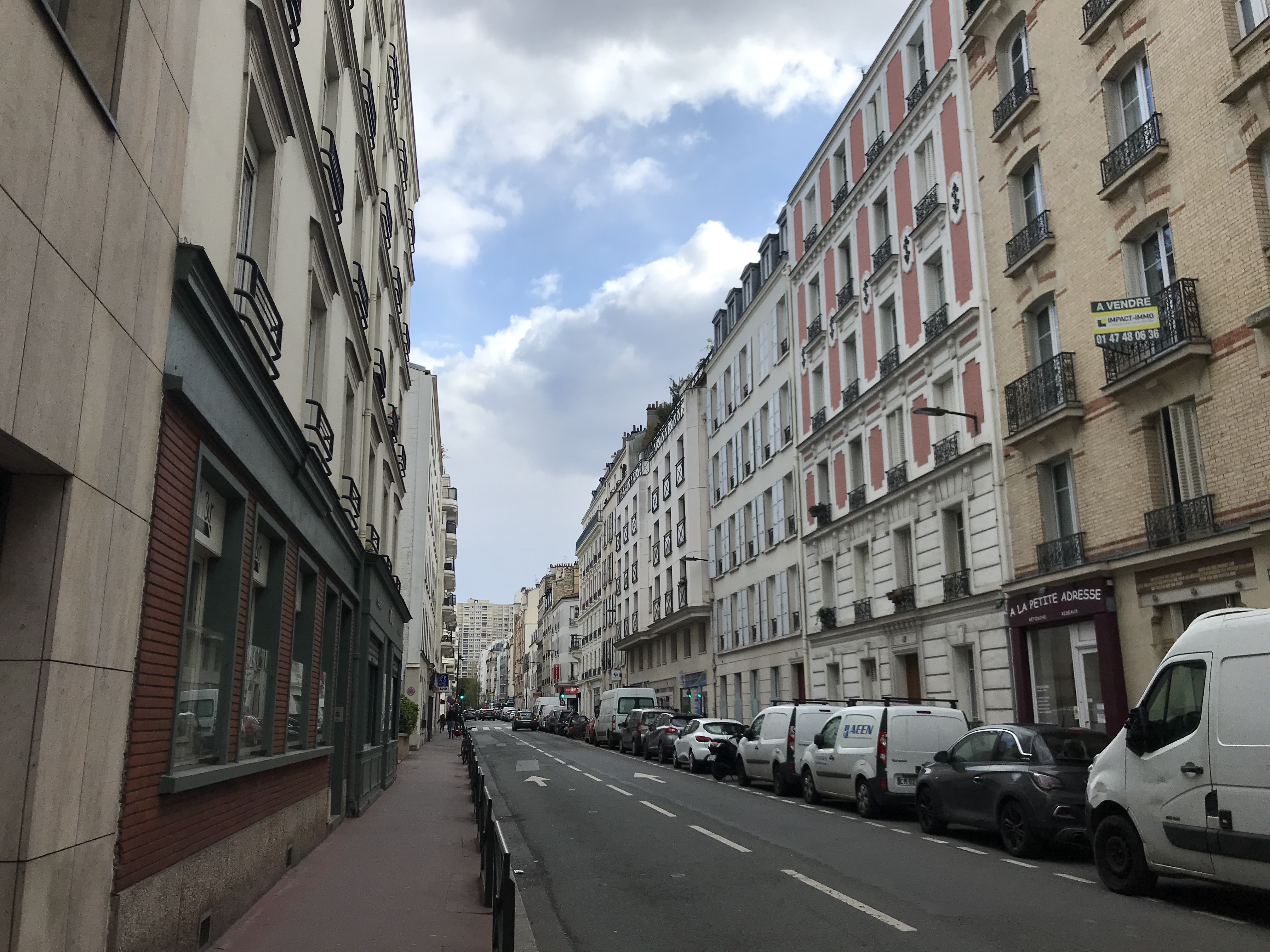
朱尔·盖德街

### 教育
勒瓦卢瓦-佩雷属于凡尔赛学区。截至2021年1月1日，勒瓦卢瓦-佩雷境内共有9所幼儿园、14所小学、5所初级中学和1所普通高中。2021至2022学年度，勒瓦卢瓦-佩雷境内共有在校中等教育阶段学生4,148名。
在高等教育方面，勒瓦卢瓦-佩雷境内有两所卫生学校。

### 医疗
截至2021年1月1日，勒瓦卢瓦-佩雷境内共有全科医生60名、保健师91名、牙医64名、护士29名、耳科医生4名、眼科医生8名、皮肤科医生5名、助产士9名、儿科医生10名和妇科医生11名。境内共有药房20家、养老院1家、残疾人帮扶中心1家。
法英医院是当地的一家私立医院，设有克莱贝尔（Kléber）和巴尔布（Barbes）两处病区。
距离勒瓦卢瓦-佩雷最近的区域性医疗机构为比沙-克洛德·贝尔纳医院，该院亦是巴黎公共医疗集团成员，其主病区位于巴黎十八区，距离勒瓦卢瓦-佩雷市区的正常车程大约12分钟，该院设有床位916个，是当地规模最大的公立综合性医院。

### 住房
2020年，勒瓦卢瓦-佩雷境内共有各类住房36,389套，其中0.8%为独立式居民区，97.3%为集中式居民区。常住房屋占勒瓦卢瓦-佩雷市镇范围内居民建筑总量的89.5%。
在住房保障政策方面，2022年，勒瓦卢瓦-佩雷境内共有3,965户家庭获得了住房经济补助，受益人数占总人口数量的6.0%，其中3,949份为房租补助。

### 商业
2021年，勒瓦卢瓦-佩雷境内共有各类实体商铺1,724家，其中餐厅502家、大型超市22家、杂货店28家、面包房38家、肉铺15家、书店14家、装饰品店1家、银行门店37家、美容美发店81家、汽车维修店25家。勒瓦卢瓦-佩雷市中心建有Aldi、Lidl、U Express、E.Leclerc、Monoprix、Picard等超市。

### 体育
2021年，勒瓦卢瓦-佩雷境内共有1家游泳池、6间体育馆、1座综合体育场、10处网球场、1处足球或橄榄球场、6处篮球或排球场以及1处高尔夫球场。
截至2023年10月，勒瓦卢瓦-佩雷境内共有两家注册足球俱乐部。勒瓦卢瓦-佩雷体育俱乐部（编号524007）是当地的代表性足球队，成立于1950年，该俱乐部下属数十个各性别及年龄段的队伍，其主场为迪迪埃·德罗巴球场（Stade Didier Drogba）。

### 环境
勒瓦卢瓦-佩雷的环境事务由其所属的大巴黎都会区及西部巴黎-拉德芳斯土地公共管理局联合各级政府协调负责。2021年，勒瓦卢瓦-佩雷境内共有1家污染企业。

### 治安
2021年，勒瓦卢瓦-佩雷市镇范围内共有1处派出所。
2020年，该宪兵队累计记录各类案件6,605起，其中盗窃类案件3,659起，经济类案件1,756起，毒品交易类案件82起。

## 文化
2021年，勒瓦卢瓦-佩雷境内共有1家电影院和1家音乐厅。勒瓦卢瓦-佩雷境内建有两处多媒体中心。

### 建筑
勒瓦卢瓦-佩雷境内有多处历史建筑，其中圣朱斯坦教堂、小星神庙等为法国国家文物保护单位。

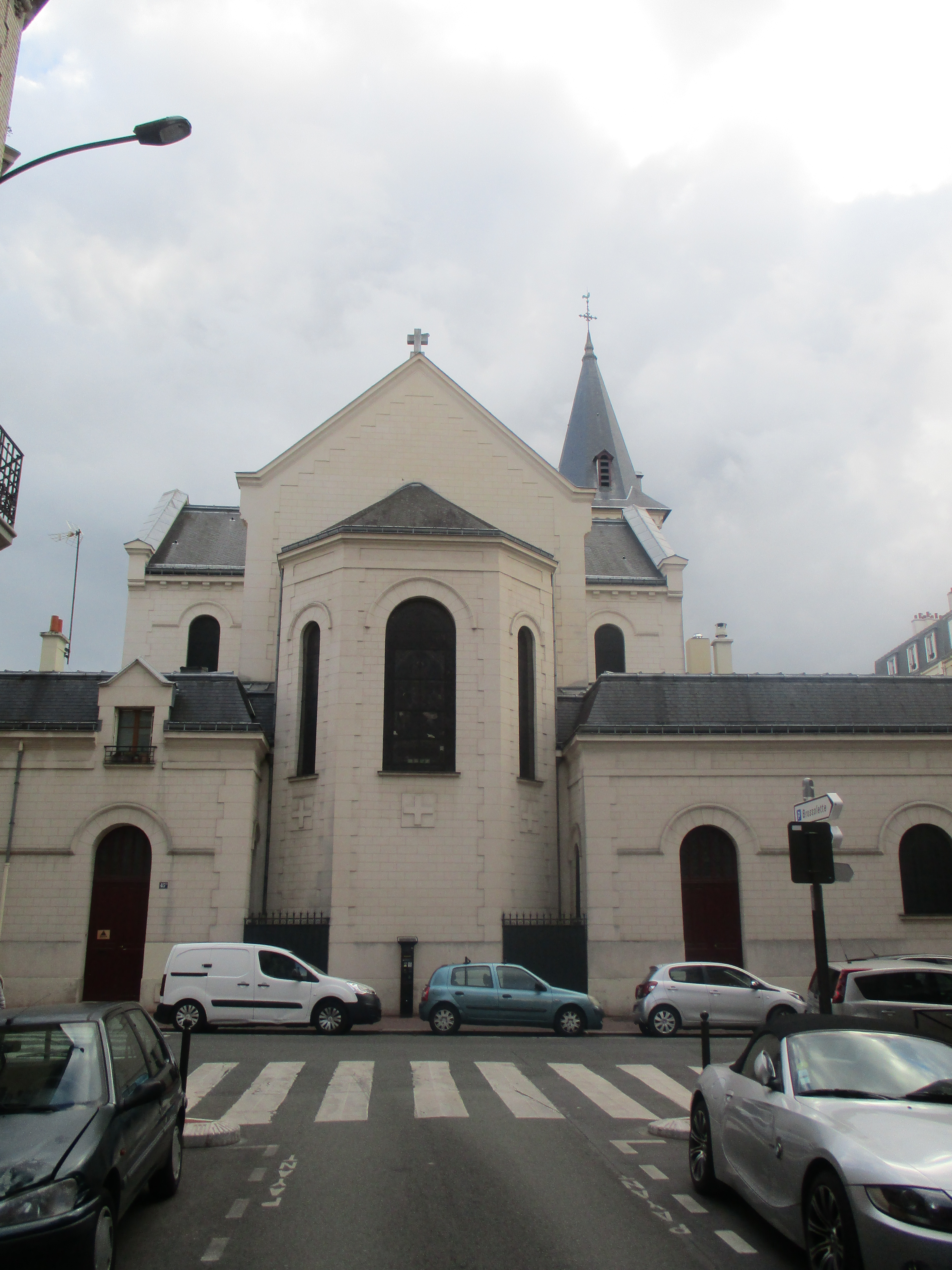
圣朱斯坦教堂（法语：Église Saint-Justin de Levallois-Perret）
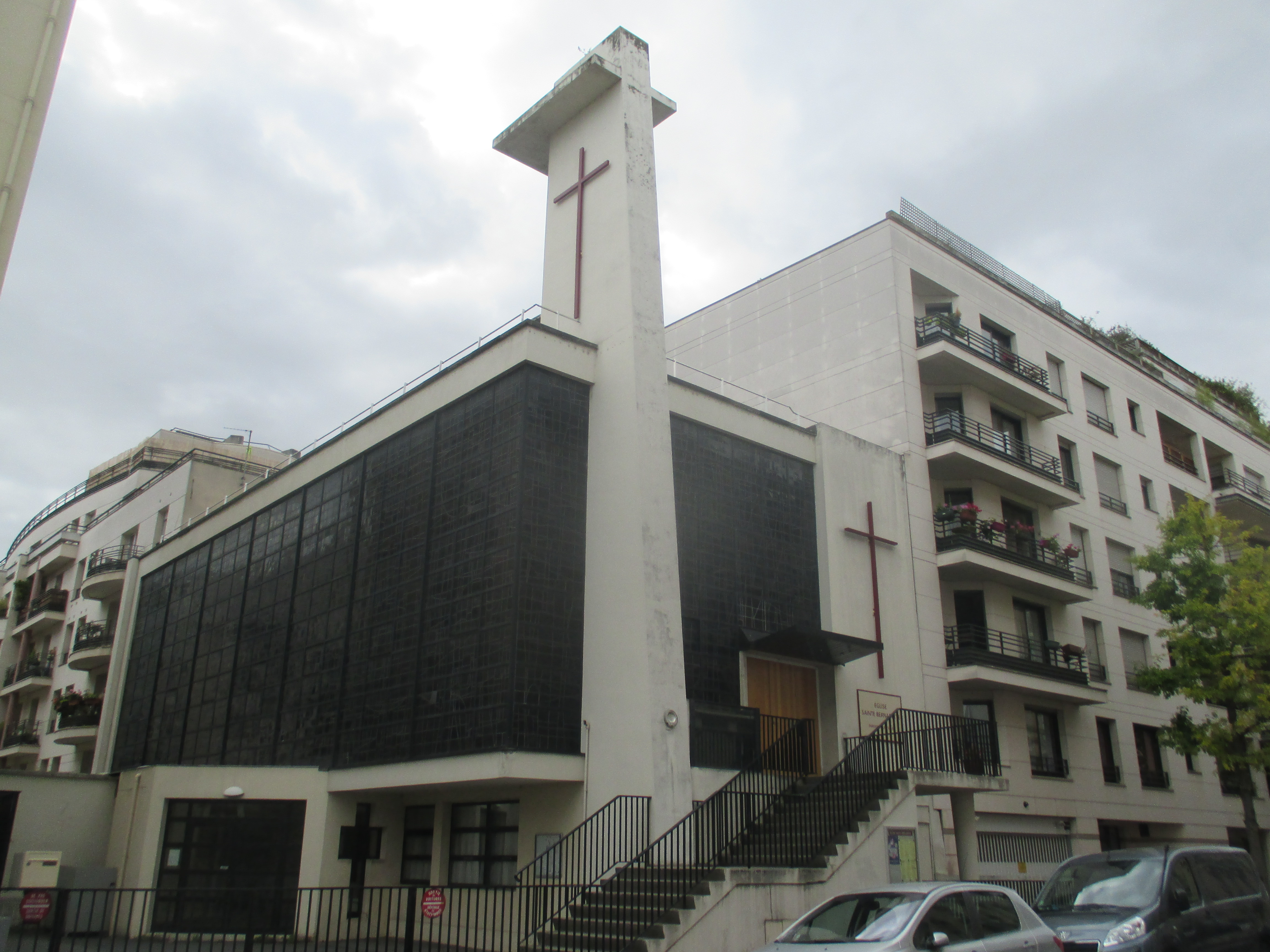
圣贝纳代特教堂（法语：Église Sainte-Bernadette de Levallois-Perret）
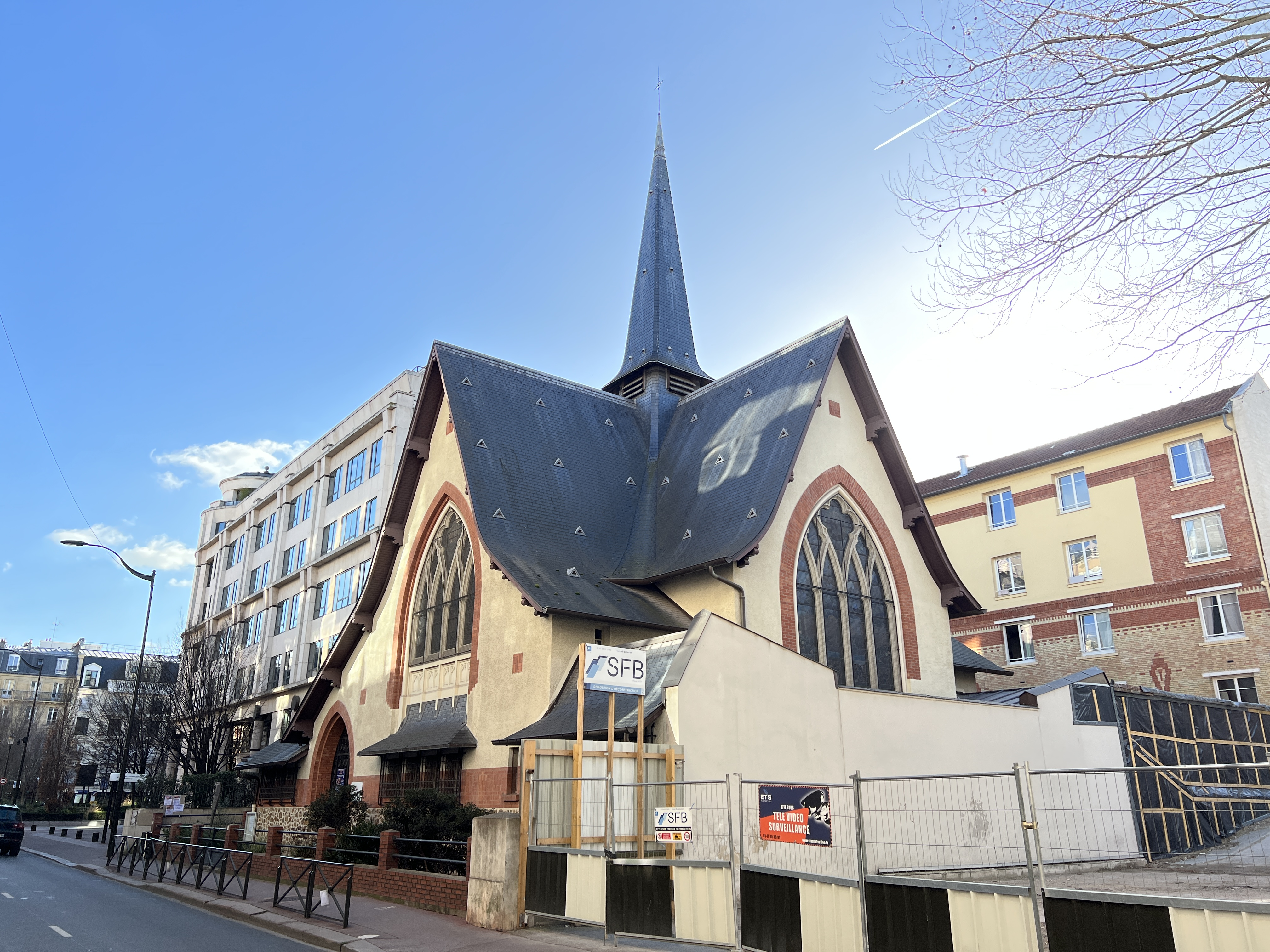
小星神庙（法语：Temple de la Petite Étoile）
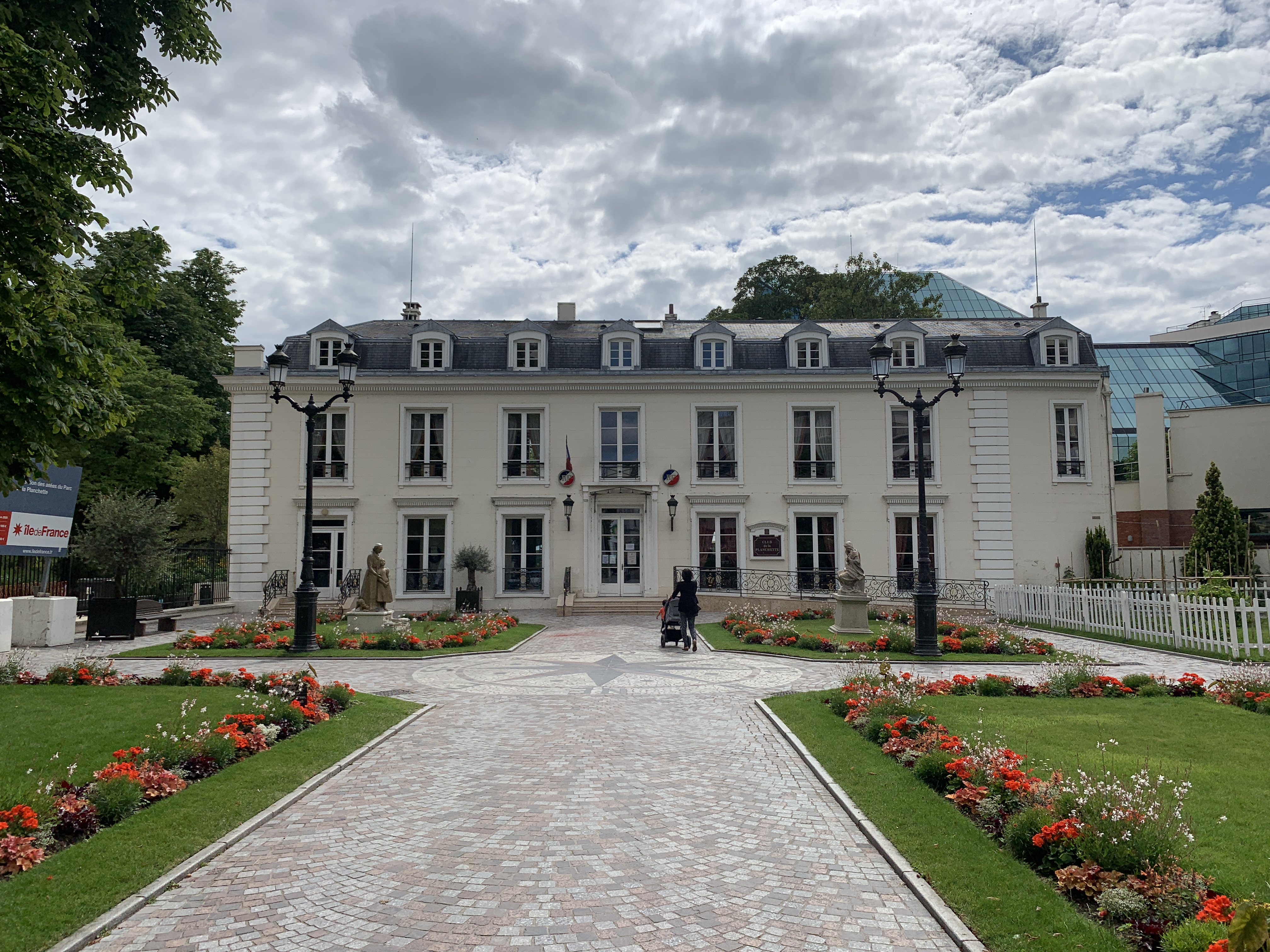
拉普朗谢特城堡
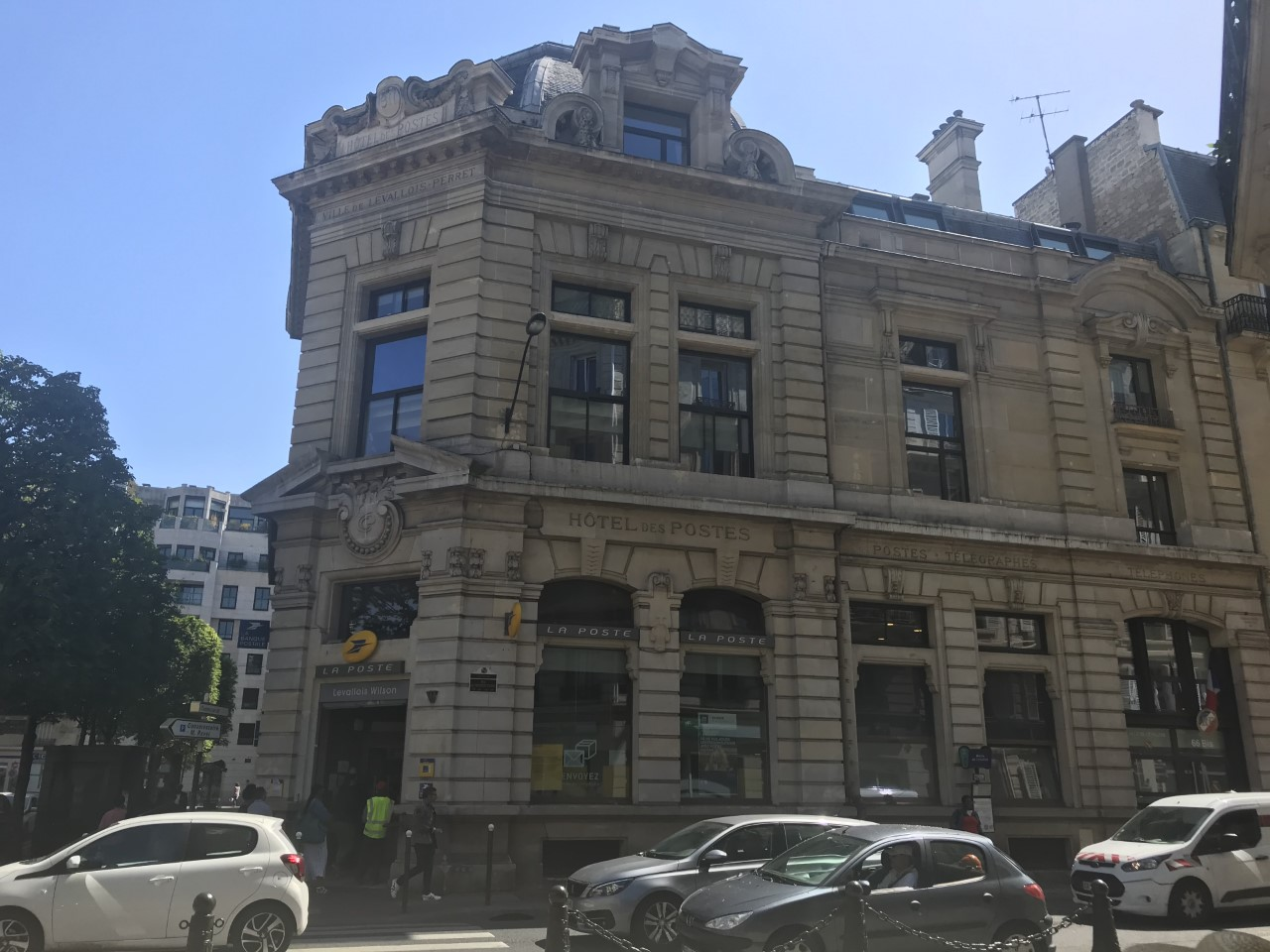
邮政大楼
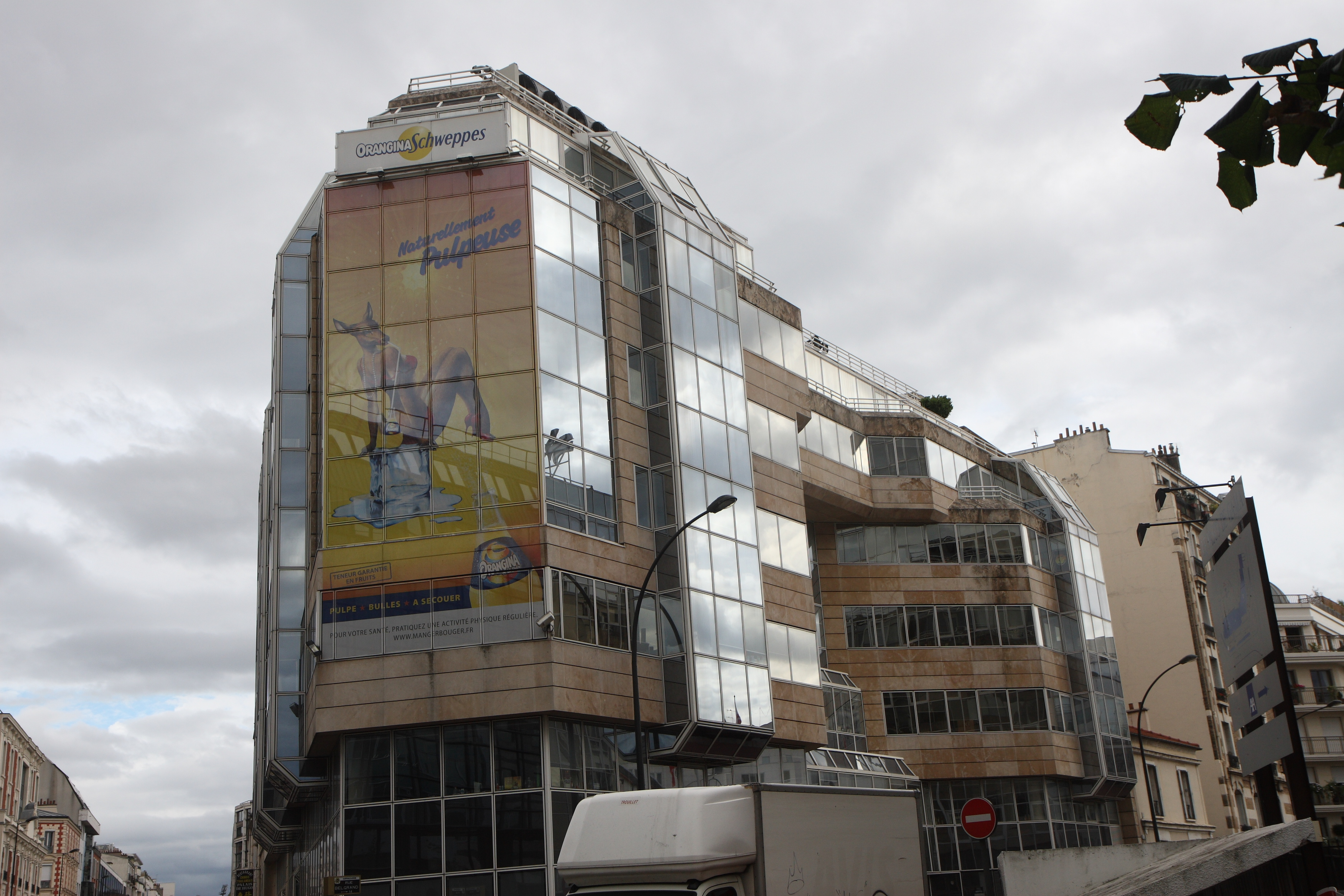
现代办公楼
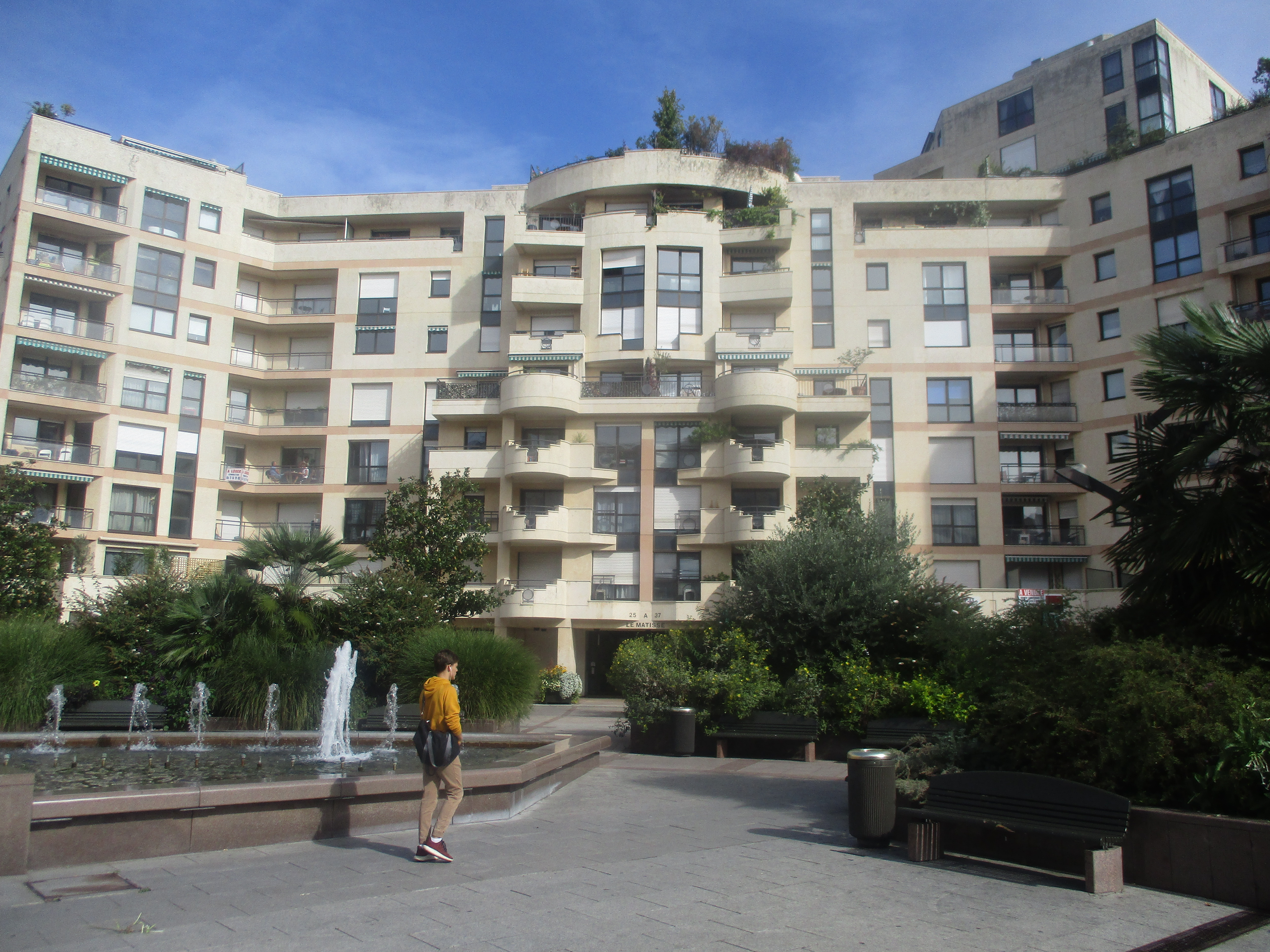
公寓楼

### 旅游
勒瓦卢瓦-佩雷的旅游事务由其所属的大巴黎都会区及上塞纳省共同负责。2023年，勒瓦卢瓦-佩雷境内共有14家酒店共计879间房间。

### 媒体
法国主要的媒体均可在勒瓦卢瓦-佩雷接收，法国电视三台下属的法兰西岛大区频道在部分时段播出勒瓦卢瓦-佩雷所在上塞纳省的地方新闻。《巴黎人报》、蓝色法兰西巴黎广播、BFM电视台法兰西岛频道等是当地主要的地方性媒体。

## 相关人物
法国自行车运动员路易·特鲁瑟利耶、工程师让·穆勒、前世界贸易组织总干事帕斯卡尔·拉米、政治家奥利维耶·贝桑瑟诺、歌手让-帕特里克·卡普德维埃勒、女歌手喬伊絲·強納森、时装设计师菲比·费洛、篮球运动员安德烈·巴雷、科特迪瓦足球运动员迪迪埃·德罗巴和阿尔及利亚裔足球运动员索菲亚内·费古利出生于勒瓦卢瓦-佩雷。

## 友好城市
截至2023年10月，勒瓦卢瓦-佩雷共与两座城市建立了友好城市关系：
- 比利时 莫伦贝克-圣让
- 德国 舍讷贝格